# Nordwestschweiz

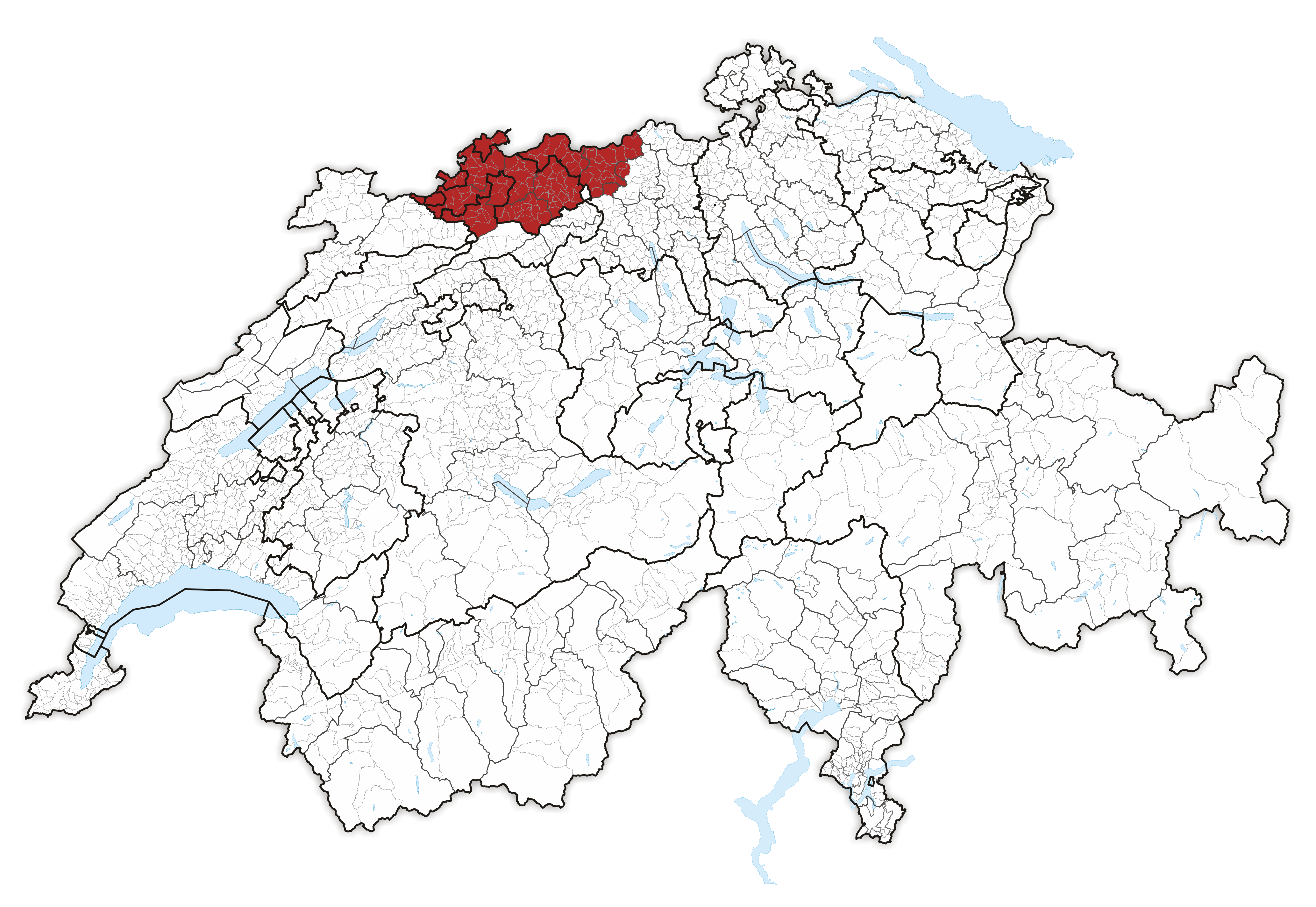
Lage der Nordwestschweiz im engeren Sinn

Die Nordwestschweiz ist ein interkantonaler Wirtschaftsraum im Nordwesten der Schweiz. Er umfasst im Wesentlichen die gesamte Grossregion Basel und ist mit dem Tarifverbund Nordwestschweiz nahezu deckungsgleich.

## Geografie

### Nordwestschweiz im engeren Sinn
Die Nordwestschweiz besteht im engeren und ursprünglichen Sinn aus mehreren (Teil-)Kantonen, die geografisch gesehen eine Einheit bilden. Die natürliche Grenze zu anderen Grossregionen der Schweiz wird durch die Gebirgskette des Juras gebildet.
Zur Nordwestschweiz zählen im engeren Sinne:
- der Kanton Basel-Stadt
- der Kanton Basel-Landschaft
- die Bezirke Rheinfelden und Laufenburg des Kantons Aargau sowie vier weitere Gemeinden des Bezirks Brugg und eine des Bezirks Aarau (vgl. Fricktal)
- die Bezirke Dorneck und Thierstein des Kantons Solothurn (vgl. Schwarzbubenland)

Zur Nordwestschweiz im engeren Sinn gehören somit sämtliche deutschsprachigen Gemeinden nördlich des Juras (die deutschjurassische Gemeinde Ederswiler wird aufgrund ihrer Zugehörigkeit zum Kanton Jura üblicherweise nicht zur Nordwestschweiz gezählt).

### Nordwestschweiz im weiteren Sinn
Oftmals wird der Begriff im weiteren Sinne gebraucht und schliesst zum einen neben den beiden Kantonen Basel-Stadt und Basel-Landschaft auch die gesamten Kantone Aargau und Solothurn mit ein, wie z. B. bei der Fachhochschule Nordwestschweiz. Zum anderen investiert der Kanton Jura einiges in die Wirtschaftsförderung, um Anschluss an die Region Basel zu finden. So ist der Kanton Jura beim vom Bund initiierten Nordwestschweizer Innovationspark mit dabei.

### Grossregion Nordwestschweiz
Gemäss Bundesamt für Statistik gehören zur Grossregion Nordwestschweiz die Kantone Aargau (gesamthaft), Basel-Stadt und Basel-Landschaft, nicht aber der Kanton Solothurn.

## Begriffsgeschichte
Als der Begriff Nordwestschweiz 1896 erstmals in Organisationen Verwendung fand, gehörten sowohl das Laufental wie auch der heutige Kanton Jura zu Bern. Der Kanton Bern wurde in dieser ersten Nennung nicht zur Nordwestschweiz gezählt, weshalb auch das baselnahe Laufental in der ursprünglichen Definition von Nordwestschweiz nicht enthalten war. Eine frühe Verwendung des Begriffs kommt im Namen des «Nordwestschweizer Schwingerverbands» vor, der 1896 in Basel gegründet wurde; zuvor gehörten die Baselstädter, wie die Aargauer Schwinger, dem Nordostschweizerischen Schwingerverband als Einzelmitglieder an. Heute gehören auch der Kanton Solothurn und der Kanton Aargau zum Nordwestschweizer Schwingerverband. Die Mitglieder des Eidgenössischen Jodlerverbands verwenden seit 1935 die gleiche Definition von Nordwestschweiz: eine Vereinigung der Kantone Aargau, Basel-Landschaft, Basel-Stadt und Solothurn. 
Eine weitere frühe Begriffsverwendung von «Nordwestschweiz» findet sich in den 1905 in Liestal gegründeten «nordwestschweizerischen Milch- und Käsereigenossenschaften», die unter dem Namen «Miba» heute noch bestehen. Der Kanton Solothurn zahlte 1904 hierfür 100 Franken. Heute gehört der 1979 gegründete Kanton Jura dazu.
Eine jüngere Organisation, die Nordwestschweiz im Namen aufführt, ist der Tarifverbund Nordwestschweiz. Er ist aus einer Zusammenarbeit der Kantone Basel-Landschaft, Basel-Stadt und Solothurn mit dem Bund ab 1978 entstanden. Als der Verkehrsverbund Tarifverbund Nordwestschweiz 1987 gegründet wurde, gehörte das Laufental noch zum Kanton Bern und war nicht Mitglied. Als der Verkehrsverbund 2014 seine Organisationsform wechselte, erhielten die fünf beteiligten Kantone Aargau, Basel-Land, Basel-Stadt, Jura und Solothurn je einen Sitz im Vorstand des neu gegründeten Vereins.

## Bevölkerung
In der Nordwestschweiz leben etwa 600'000 Menschen; davon leben über 88 % im städtischen Gebiet der Agglomeration Basel. Der Ausländeranteil liegt im Jahr 2010 mit 24,1 % um 0,4 Prozentpunkte unter dem Schweizer Durchschnittswert.
Städte in der Nordwestschweiz:
- die Grossstadt Basel
- die mit über 10'000 Einwohnern formell zur Stadt angewachsenen Agglomerationsgemeinden Allschwil, Binningen, Oberwil BL, Münchenstein, Reinach BL, Aesch BL, Birsfelden, Muttenz, Pratteln und Riehen
- die Kantonshauptstadt Liestal BL
- die Bezirkshauptstadt Rheinfelden AG
- die über ein historisches Stadtrecht (und somit historischen Stadtkern), aber eher geringe Bevölkerung verfügenden Bezirkshauptorte Laufen BL und Waldenburg BL sowie Laufenburg AG

## Wirtschaft
Nicht nur geografisch, sondern auch wirtschaftlich gesehen ist die Nordwestschweiz eine einheitliche Region über die Landesgrenzen hinaus. Das Wirtschaftszentrum ist Basel. Aus der ganzen Nordwestschweiz pendeln täglich über 54'000 Menschen nach Basel-Stadt, dazu kommen noch ca. 30'000 Grenzgänger aus Südbaden und dem Elsass. Insgesamt arbeiten gegen 50'000 Grenzgänger in der Nordwestschweiz. Mit einer Arbeitslosenquote von 2,3 % der Erwerbstätigen liegt die Nordwestschweiz trotz der hohen Anzahl an Grenzgängern knapp unter dem Schweizer Durchschnitt.

## Sonderfall Kantonsgrenzen
Die Kantonsgrenzen innerhalb der Nordwestschweiz verlaufen in komplizierten und verwirrenden Linien kreuz und quer durch die Region. Sie trennen die Stadt von den angrenzenden Vororten, obwohl der Übergang fliessend ist und keine Grenze feststellbar ist. Eine Eingemeindung wie in Zürich hat es aufgrund der Kantons- und Landesgrenzen in Basel nie gegeben. Wären schon nur die angrenzenden Gemeinden eingemeindet worden, so würde Basel heute rund 265'000 Einwohner zählen. Mit allen baulich zusammenhängenden Orten wären es sogar rund 330'000. Unmöglich war auch eine Eingemeindung angrenzender ausländischer Vororte wie z. B. Saint-Louis (Frankreich) oder Weil am Rhein (Deutschland).
Aber nicht nur die Stadt wird vom Land getrennt; auch ganze Täler und Gemeinden sind von ihrem Kanton abgeschnitten und bilden Exklaven bzw. Enklaven. Bestes Beispiel hierfür sind die solothurnischen Orte Witterswil, Bättwil, Flüh, Hofstetten, Metzerlen und Rodersdorf. Sie bilden eine zusammenhängende Exklave und sind vom Kanton Solothurn durch das Laufental (Kanton Basel-Landschaft) vollständig getrennt. Eine weitere solothurnische Exklave ist der Ort Kleinlützel. Daneben befindet sich auch die Baselbieter Gemeinde Roggenburg, welche eine Exklave des Kantons Basel-Landschaft bildet und nur über einen Punkt mit dem restlichen Kantonsteil verbunden ist. Innerhalb weniger Kilometer können problemlos vier Kantonsgrenzen passiert werden. 7 km trennen das Fricktal von Basel-Stadt; zwischen dem Dorneck und dem Fricktal liegen 6 km und nur gerade 3,6 km trennen den Kanton Solothurn vom Kanton Basel-Stadt. Und der kürzeste Weg von Allschwil nach Burg im Leimental – die beide im selben Kanton liegen – führt dreimal über Frankreich: Allschwil (BL/CH) – Neuwiller (St. Louis/FR) – Biel-Benken (BL/CH) – Leymen (St. Louis/FR) – Rodersdorf (SO/CH) – Biederthal (Altkirch/FR) – Burg im Leimental (BL/CH); total 14,7 km.
Solche historisch bedingten Grenzen sind für die Nordwestschweiz eine Herausforderung und für gewisse Probleme direkt verantwortlich. Sowohl Schwarzbubenland wie auch das Fricktal sind aus geografischen, wirtschaftlichen und auch sprachlichen Gründen dem Wirtschaftszentrum Basel zugehörig. In vielen Bereichen (v. a. im schulischen Bereich) arbeiten die Kantone eng zusammen. Die Öffentlichen Verkehrsbetriebe (Tarifverbund Nordwestschweiz) z. B. führen nicht nur kantons-, sondern sogar länderübergreifende Linien. Mit vier verschiedenen Gesetzen, Verordnungen und Sonderregelungen in der so eng verflochtenen Region Basel besteht die Gefahr, dass die Region zwar an Effizienz verlieren könnte – auf der anderen Seite wird so einer Stadt überhaupt erst ermöglicht, eigene Wege zu gehen und sich nicht immer vom nahen Umland zurückbinden lassen zu müssen. Insbesondere bei Verkehrs- und Kulturfragen ist der Unterschied z. B. zu Bern oder Zürich markant.
Die spezielle Situation der Stadt Basel sticht dabei heraus. Über 80'000 Menschen pendeln nach Basel, um Geld zu verdienen. Die Region nimmt Leistungen der Stadt in Anspruch; man geht in Basel einkaufen, benutzt die städtische Infrastruktur oder nutzt kulturelle Angebote. Aber die Steuern werden in einem anderen Kanton bezahlt. Dies führt dazu, dass die finanzielle Situation in Basel strukturell anders liegt als in anderen Städten. So besteht immer wieder die Gefahr, aus finanziellen Gründen Leistungen abzubauen und die Steuern höher als im Umland anzusetzen. Zudem verliert die Stadt seit Jahrzehnten an Einwohnern, welche sich im suburbanen Umland niederlassen, ihren Arbeitsplatz aber oft in Basel behalten. Dies hat zur Folge, dass das Bestreben einer Wiedervereinigung in Basel-Stadt wesentlich ausgeprägter ist als in Basel-Landschaft. Diese wird aber von der Gegenseite immer wieder abgelehnt – nicht nur mit der Begründung, eine erhöhte Steuerbelastung zu befürchten; auch gehen in den beiden Kantonen die Ansichten, was Staatsaufgabe ist und was nicht, sehr weit auseinander. In diesem Sinne wurde auch schon über die Gründung eines Kantons Nordwestschweiz diskutiert, welche die vier (Teil-)Kantone vereinen soll, damit die oben erwähnten Problematiken und Ungleichheiten ausgeglichen werden könnten. Mit sehr guter interkantonaler Zusammenarbeit und Koordination auf verschiedenen Ebenen wird das Problem aber weitgehend abgefangen.

## Kanton Nordwestschweiz
Die letzten Vorstösse für eine Gründung des Kantons Nordwestschweiz gab es im Jahr 1999, als vier Kantonsparlamentarier der Kantone Basel-Stadt, Basel-Landschaft, Aargau und Solothurn in vier Motionen ein Verfahren zur Bildung eines Kantons Nordwestschweiz forderten (siehe Link), diese wurden jedoch von den Parlamenten abgelehnt. Eine der Begründungen war, dass solche Schritte mit dem gesamten Kantonsgebiet oder gar nicht vorgenommen werden sollten, da man sonst nur wieder neue Grenzen schaffen würde.